# 이코마군

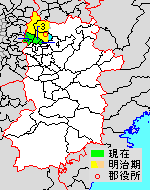
나라현 이코마군의 범위(1.헤구리정 2.산고정 3.이카루가정 4.안도정 하늘색: 후에 다른 군에서 편입된 지역)

이코마군(일본어: 生駒郡, いこまぐん)은 일본 나라현에 있는 군이다.
인구 74,091명, 면적 51.27km², 인구밀도 1,445명/km².(2025년 7월 1일, 추계인구)
이하 4정으로 구성된다.
- 안도정(安堵町)
- 이카루가정(斑鳩町)
- 산고정(三郷町)
- 헤구리정(平群町)

## 군역
1897년 행정 구역으로 발족 당시의 군역은 위의 4정 외에 아래 구역에 해당한다.
- 이코마시 전역
- 나라시의 일부
- 야마토코리야마시의 일부

## 역사

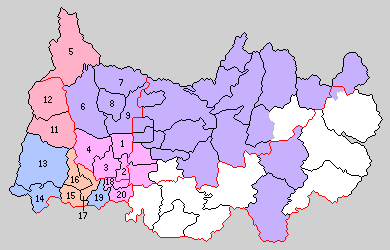
1.고리야마정 2.쓰쓰이촌 3.가타기리촌 4.야타촌 5.기타야마토촌 6.도미오촌 7.헤이조촌 8.후시미촌 9.미아토촌 11.미나미이코마촌 12.기타이코마촌 13.헤구리촌 14.미사토촌 15.다쓰타정 16.호류지촌 17.도미사토촌 18.혼다촌 19.안도촌 20.히라바타촌 (보라: 나라시 분홍: 야마토코리야마시 빨강: 이코마시 주황: 이카루가정 파랑: 합병 없음)

- 1897년 4월 1일 - 군제 시행에 따라, 소에지모군·헤구리군의 구역으로 이코마군이 발족.(2정 17촌)
  - 구 소에지모군(1정 8촌) - 고리야마정(郡山町), 쓰쓰이촌(筒井村), 가타기리촌(片桐村), 야타촌(矢田村)(현 야마토코리야마시), 기타야마토촌(北倭村)(현 이코마시), 도미오촌(富雄村), 헤이조촌(平城村), 후시미촌(伏見村), 미아토촌(都跡村)(현 나라시)
  - 구 헤구리군(1정 9촌) - 미나미이코마촌(南生駒村), 기타이코마촌(北生駒村)(현 이코마시), 헤구리촌(平群村)(현 헤구리정), 미사토촌(三郷村)(현 산고정), 다쓰타정(竜田町), 호류지촌(法隆寺村), 도미사토촌(富郷村)(현 이카루가정), 혼다촌(本多村)(현 야마토코리야마시), 안도촌(安堵村)(현 안도정), 히라바타촌(平端村)(현 야마토코리야마시)
- 1921년 2월 11일 - 기타이코마촌이 정제 시행과 개칭으로 이코마정(生駒町)이 됨.(3정 16촌)
- 1935년 2월 11일 - 혼다촌·히라바타촌이 합병하여, 쇼와촌(昭和村)이 발족.(3정 15촌)
- 1940년 11월 3일 - 미아토촌이 나라시에 편입.(3정 14촌)
- 1941년 3월 10일 - 쓰쓰이촌이 고리야마정에 편입.(3정 13촌)
- 1947년 2월 11일 - 다쓰타정·호류지촌·도미사토촌이 합병하여, 이카루가정(斑鳩町)이 발족.(3정 11촌)
- 1950년
  - 5월 5일 - 가타기리촌이 정제 시행으로 가타기리정(片桐町)이 됨.(4정 10촌)
  - 7월 1일 - 후시미촌이 정제 시행으로 후시미정(伏見町)이 됨.(5정 9촌)
- 1951년 3월 15일 - 헤이조촌이 나라시에 편입.(5정 8촌)
- 1953년
  - 4월 1일 - 도미오촌이 정제 시행으로 도미오정(富雄町)이 됨.(6정 7촌)
  - 12월 10일 - 야타촌·쇼와촌이 고리야마정에 편입.(6정 5촌)
- 1954년 1월 1일 - 고리야마정이 시제 시행과 개칭으로 야마토코리야마시(大和郡山市)가 되어, 군에서 이탈.(5정 5촌)
- 1955년
  - 3월 10일 - 미나미이코마촌이 이코마정에 편입.(5정 4촌)
  - 3월 15일 - 도미오정·후시미정이 나라시에 편입.(3정 4촌)
- 1957년 3월 31일(2정 3촌)
  - 가타기리정이 야마토코리야마시에 편입.
  - 기타야마토촌이 이코마정에 편입.
- 1966년 4월 1일 - 미사토촌(三郷村)이 정제 시행과 개칭으로 산고정(三郷町)(さんごうちょう)이 됨.(3정 2촌)
- 1971년
  - 2월 1일 - 헤구리촌이 정제 시행으로 헤구리정(平群町)이 됨.(4정 1촌)
  - 11월 1일 - 이코마정이 시제 시행으로 이코마시(生駒市)가 되어, 군에서 이탈.(3정 1촌)
- 1986년 4월 1일 - 안도촌이 정제 시행으로 안도정(安堵町)이 됨.(4정)